# Svend Horn
Svend Aage Pedersen Horn, född 11 mars 1906 i Risinge utanför Nyborg, död 9 oktober 1992, var en dansk socialdemokratisk politiker och minister. Han var folketingsledamot 1939-1973 och infrastrukturminister i Jens Otto Krags regering 1966-1968.

## Bakgrund
Svend Horn var son till torparna Christian Horn (1879-1952) och Hansine Hansen (1879-1958). Efter folkskolan arbetade han några år som dräng innan han gick i lära som smed (1922-1926). Därefter arbetade han på Nyborg Jernstøberi. Redan under lärlingstiden engagerade han sig i Danmarks Socialdemokratiske Ungdom (DSU) och tog studieår på arbetarrörelsens folkhögskolor i Esbjerg och Askov. Han var ordförande av DSU i Svendborg amt (1931-1937) och samtidigt ledamot i förbundsstyrelsen (1931-1937), ordförande av Arbejdernes Oplysningsforbund i Nyborg och av Nyborg aftonskola (1933-1952) samt ordförande av Arbejdernes Fællesorganisation (1935-1939) och Socialdemokratiet i Nyborg (1939-1972).
Horn var invald i Nyborgs stadsfullmäktige (1943-1946) och därefter ordförande av stadens ungdomsnämnd (1946-1958) och av Civilforsvars-Forbundets avdelning i Nyborg (1950-1965). Han blev invald i Folketinget 1939 och kom främst att arbeta med infrastruktur-, jordbruks- och skolfrågor. Speciellt infrastrukturfrågorna upptog hans tid, då han var partiets trafikpolitiska ordförande. Han var ordförande av Storebæltsbrokommissionen (1954-1959), som skulle utreda möjligheterna för en broförbindelse över Stora Bält, och ledamot av Jernbanerådet (1954-1966 & 1970-1974, varav som ordförande 1960-1966). Också på nordisk nivå upptogs han av infrastrukturfrågorna, bl.a. som ledamot i Nordisk Samfærdselskomité (1958-1966) och ledamot i Nordiska rådet (1960-1966 & 1968-1973). Han var även sekreterare för den socialdemokratiska folketingsgruppen (1950-1965) och ledamot i Det Udenrigspolitiske Nævn (1962-1966, motsvaras i Sverige av utrikesnämnden). Inom partiet var han ordförande av Socialdemokratiets amtsorganisation (1959-1970), ledamot i partistyrelsen (1961-1973) och i LO:s verkställande utskott (1964-1967).

## Minister & spionagemisstankar
I november 1966 utsågs Horn av Jens Otto Krag till efterträdare för den mångåriga infrastrukturministern Kai Lindberg. Under hans mandatperiod togs ett beslut om att en broförbindelse skulle upprättas över Sallingsund (1966) samt att ett tunnelbanenät skulle upprättas i Köpenhamn (Citybanen). Den senare blev dock aldrig realiserad. Han tillsatte också en utredning 1967 som skulle utarbeta förslag till lösningar av alla infrastrukturproblem i landet. Horns mandatperiod blev kortvarig, då regeringen avgick efter valet 1968. Då Socialdemokratiet återtog regeringsmakten 1971 önskade Krag att föryngra sin stab och ersatte Horn med Jens Kampmann.
Då PET-kommissionen publicerade sin utredning om den danska säkerhetstjänsten (PET) 2009 framgick det att Horn var misstänkt för spionage till fördel för sovjetiska KGB. Enligt uppgift skulle han ha verkat som spion från 1960-talets slut till 1973 under täcknamnet ”Kreon”. PET-kommissionen underströk dock att de varken kunde bekräfta eller avvisa uppgifterna.
Horn hade flera styrelseuppdrag; Han var representant (1954-1958) och styrelseledamot (1958-1966 & 1971-1978, varav som vice ordförande 1975-1978) i Det danske Luftfartsselskab, styrelseledamot i SAS (1963-1966), representant för Danmarks Nationalbank (1963-1966), ordförande av det verkställande utskottet (1964-1966) samt styrelseordförande (1966-1967) av Turristforeningen i Danmark, ordförande av Kbh:s luftfartsvæsens representantskap (1972-1982), ordförande av Föreningen Norden i Danmark (1973-1975).